# Русэнергосбыт
Русэнергосбыт — российская энергосбытовая компания. 

## История
ООО «Русэнергосбыт» создано в 2002 году.
В 2006 году европейский энергоконцерн ENEL подписал контракт на покупку 49,5 % компании «Русэнергосбыт». Вложения ENEL в капитал Русэнергосбыта стало первым примером иностранных инвестиций в российскую энергетику.
Ключевой потребитель — РЖД. Кроме железнодорожной монополии, у компании еще более 100 000 клиентов более чем в 60 регионах страны: производители автомобилей «Камаз», ГАЗ и «Соллерс», пивоваренная компания «Сан ИнБев», «Силовые машины». 
Выручка компании в 2020 году составила 181,5 млрд рублей.

## Структура
Компания осуществляет деятельность в 69 регионах Российской Федерации — от Санкт-Петербурга до Дальнего Востока.
Структура компании включает в себя 8 филиалов и центральный офис в Москве:
- Филиал в республике Татарстан (Казань)
- Тюменский филиал (Новый Уренгой)
- Восточно-Сибирский филиал (Иркутск)
- Приволжский филиал (Саратов)
- Горьковский филиал (Нижний Новгород)
- Северный филиал (Ярославль)
- Западно-Сибирский филиал (Новосибирск)
- Октябрьский филиал (Санкт-Петербург)

## Виды деятельности
- Покупка электроэнергии на оптовом и розничных рынках электрической энергии (мощности);
- Реализация (продажа) электроэнергии на оптовом и розничных рынках электрической энергии (мощности) потребителям;
- Оказание услуг по передаче электрической энергии (мощности) сетевым организациям в интересах обслуживаемых потребителей;
- Разработка, организация и проведение энергосберегающих мероприятий;
- Выполнение функций гарантирующего поставщика;
- Создание автоматизированных систем коммерческого учета энергоресурсов.